# 莫納斯特羅克 (布羅德市鎮)
50°8′51″N 24°53′21″E / 50.14750°N 24.88917°E
莫納斯特羅克（羅馬化：Monastyrok）是烏克蘭西部的村莊，隸屬利維夫州的佐洛奇夫區。該村始建於600年，面積1.23平方公里，海拔高度205米，2001年人口212，人口密度每平方公里172.78人。